# Ignaz Giovanelli
Ignaz von Giovanelli zu Gerstburg und Hörtenberg (5. dubna 1815 Bolzano – 16. srpna 1889 Innsbruck) byl rakouský právník a politik z Tyrolska, v 2. polovině 19. století poslanec Říšské rady.

## Biografie
Pocházel ze starého šlechtického rodu původem z Lombardie, roku 1839 povýšeného do rakouského baronského stavu. Jeho otec Joseph von Giovanelli byl vlivným tyrolským stavovským politikem. Ignaz vystudoval práva na Innsbrucké univerzitě. Nastoupil do justice. Byl asesorem u innsbruckého soudu, pak radou zemského soudu v Bolzanu. V roce 1865 se stal radou vrchního zemského soudu v Innsbrucku. Roku 1879 odešel do penze. Získal titul dvorního rady.
Byl aktivní i politicky. Roku 1865 byl zvolen na Tyrolský zemský sněm za kurii velkostatkářskou. Mandát obhájil 30. ledna 1867, nyní za kurii venkovských obcí, obvod Bolzano, Neumarkt, Kaltern, Sarntal, Kastelruth a Klausen. Zemský sněm ho 1. března 1867 zvolil i do Říšské rady (tehdy ještě volené nepřímo) za kurii venkovských obcí v Tyrolsku. 27. ledna 1870 rezignoval v rámci hromadné rezignace několika poslanců za Tyrolsko kvůli nesouhlasu s ústavním směřováním státu. Zemský sněm ho opět do Říšské rady delegoval roku 1870 (26. září 1870 složil slib) a roku 1871. Na práci parlamentu se ale nepodílel. Jeho mandát byl proto 19. března 1872 prohlášen pro absenci za zaniklý. Po znovuzvolení následovala další rezignace. Uspěl i v prvních přímých volbách roku 1873. Usedl do parlamentu za kurii venkovských obcí, obvod Bolzano, Kaltern, Merano atd. Rezignace na mandát byla oznámena na schůzi 15. března 1875. Znovu byl zvolen ve volbách roku 1879, tentokrát za kurii venkovských obcí, obvod Schwaz, Kufstein, Kitzbül atd. Mandát obhájil i ve volbách roku 1885, nyní za velkostatkářskou kurii v Tyrolsku, druhý voličský sbor. V parlamentu setrval do své smrti roku 1889. Zemským poslancem byl také do roku 1889.
Společně s Johannem Haßlwanterem vedl politický boj za náboženskou jednotu Tyrolska. Politicky patřil k tyrolské Katolické konzervativní straně.
Jeho synem byl soudce a politik Karl von Giovanelli, v letech 1900–1904 ministr zemědělství Předlitavska. Další syn Gottfried von Giovanelli byl vysokým státním úředníkem.